# Jordy Buijs
Jordy Buijs (Ridderkerk, 28 de dezembro de 1988) é um futebolista holandês que joga atualmente pelo Sydney FC .

## Carreira
Entrou para as categorias de base do Feyenoord ainda quando criança, em 1995. Participou de várias seleções de base de seu país, tendo participado do Mundial Sub-17 no Peru. Buijs assinou seu primeiro contrato com o Feyenoord, na temporada 2007-2008 pelo clube de Rotterdam.